# Mehmet Âkif Pirim
Mehmet Âkif Pirim (Rize, 17 settembre 1968) è un ex lottatore e allenatore di lotta turco naturalizzato azero, specializzato nella lotta greco-romana.

## Biografia
Ha rappresentato la Turchia per cui è stato campione olimpico nei pesi gallo a Barcellona 1992 e vincitore del bronzo ai Giochi olimpici estivi di Atlanta 1996, sempre nei pesi gallo.
Vanta un argento ai campionati mondiali di Varna 1991 nei pesi gallo.
Ha vinto la medaglia d'oro a tre edizioni consecutive dei Giochi del Mediterraneo: Atene 1991, Linguadoca-Rossiglione 1993 e Bari 1997.
Considerato che nel 1999 non è stato convocato in nazionale, l'Azerbaigian gli ha offerto la cittadinanza e lui la ha accettata. Ha quindi partecipato ai mondiali di Atener 1999 in rappresentanza dell'Azerbaigian senza tuttavia riuscire a vincere medaglie.
Dopo il ritiro dall'attività agonistica nel 1999, è divenuto allenatore di lotta. È stato allenatore della nazionale di lotta greco-romana della Turchia. Tra gli altri ha allenato Enes Başar.

## Palmarès
- Giochi olimpici

Barcellona 1992: oro nei pesi gallo.
Atlanta 1996: bronzo nei pesi gallo.
- Mondiali

Varna 1991: argento nei pesi gallo.
- Giochi del Mediterraneo

Atene 1991: oro nei pesi gallo.
Agde 1993: oro nei pesi gallo.
Bari 1997: oro nei pesi gallo.
- Giochi mondiali militari

Roma 1995: oro nei pesi gallo.